# Paul Wanner
Paul Wanner (Dornbirn, Austria, 23 de diciembre de 2005) es un futbolista alemán que juega en la demarcación de centrocampista para el Bayern de Múnich de la 1. Bundesliga.

## Trayectoria
Tras formarse como futbolista en las categorías inferiores del Bayern de Múnich, finalmente el 7 de enero de 2022 debutó con el primer equipo en la 1. Bundesliga contra el Borussia Mönchengladbach convirtiéndose en el más joven en debutar con el F. C. Bayern en Bundesliga con 16 años y 15 días y el segundo más joven en debutar en Bundesliga tras Youssoufa Moukoko con 16 años y 1 día. El encuentro finalizó con un resultado de 1-2 a favor del conjunto monchengladbacense tras el gol de Robert Lewandowski para el Bayern de Múnich, y de Florian Neuhaus y Stefan Lainer para el Borussia Mönchengladbach.

## Estadísticas

### Clubes
Actualizado al último partido disputado el 7 de noviembre de 2024.
| Club                             | Div.          | Temporada     | Liga  | Liga  | Liga   | Copas nacionales | Copas nacionales | Copas nacionales | Copas internacionales | Copas internacionales | Copas internacionales | Total | Total | Total  |
| Club                             | Div.          | Temporada     | Part. | Goles | Asist. | Part.            | Goles            | Asist.           | Part.                 | Goles                 | Asist.                | Part. | Goles | Asist. |
| -------------------------------- | ------------- | ------------- | ----- | ----- | ------ | ---------------- | ---------------- | ---------------- | --------------------- | --------------------- | --------------------- | ----- | ----- | ------ |
| Bayern de Múnich · Alemania      | 1.ª           | 2021-22       | 4     | 0     | 0      | 0                | 0                | 0                | 0                     | 0                     | 0                     | 4     | 0     | 0      |
| Bayern de Múnich · Alemania      | 1.ª           | 2022-23       | 2     | 0     | 0      | 0                | 0                | 0                | 2                     | 0                     | 0                     | 4     | 0     | 0      |
| Bayern de Múnich · Alemania      | Total club    | Total club    | 6     | 0     | 0      | 0                | 0                | 0                | 2                     | 0                     | 0                     | 8     | 0     | 0      |
| Bayern de Múnich II · Alemania   | 4.ª           | 2022-23       | 5     | 0     | 1      | ―                | ―                | ―                | ―                     | ―                     | ―                     | 5     | 0     | 1      |
| Bayern de Múnich II · Alemania   | 4.ª           | 2023-24       | 3     | 1     | 0      | ―                | ―                | ―                | ―                     | ―                     | ―                     | 3     | 1     | 0      |
| Bayern de Múnich II · Alemania   | Total club    | Total club    | 8     | 1     | 1      | 0                | 0                | 0                | 0                     | 0                     | 0                     | 8     | 1     | 1      |
| S. V. Elversberg · Alemania      | 2.ª           | 2023-24       | 28    | 6     | 3      | —                | —                | —                | ―                     | ―                     | ―                     | 28    | 6     | 3      |
| S. V. Elversberg · Alemania      | Total club    | Total club    | 28    | 6     | 3      | 0                | 0                | 0                | 0                     | 0                     | 0                     | 28    | 6     | 3      |
| 1. FC Heidenheim 1846 · Alemania | 1.ª           | 2024-25       | 8     | 2     | 1      | 1                | 1                | 0                | 3                     | 2                     | 1                     | 12    | 5     | 2      |
| 1. FC Heidenheim 1846 · Alemania | Total club    | Total club    | 8     | 2     | 1      | 1                | 1                | 0                | 3                     | 2                     | 1                     | 12    | 5     | 2      |
| Total carrera                    | Total carrera | Total carrera | 50    | 9     | 5      | 1                | 1                | 0                | 5                     | 2                     | 1                     | 56    | 12    | 6      |

## Palmarés

### Títulos nacionales
| Título                | Club             | País     | Año     |
| --------------------- | ---------------- | -------- | ------- |
| 1. Bundesliga         | Bayern de Múnich | Alemania | 2021-22 |
| Supercopa de Alemania | Bayern de Múnich | Alemania | 2022    |
| 1. Bundesliga         | Bayern de Múnich | Alemania | 2022-23 |